# Division II i fotboll 1951/1952
Division II i fotboll 1951/1952 bestod av två serier med 10 lag i varje serie. Det var då Sveriges näst högsta division. Varje serievinnare gick upp till Allsvenskan och de två sämsta degraderades till Division III. Det gavs 2 poäng för vinst, 1 poäng för oavgjort och 0 poäng för förlust.

## Serier

### Nordöstra
| Nr | Lag             | S  | V  | O | F  | GM | IM | MS  | P  |
| -- | --------------- | -- | -- | - | -- | -- | -- | --- | -- |
| 1  | AIK (N)         | 18 | 15 | 2 | 1  | 56 | 21 | +35 | 32 |
| 2  | Karlstads BIK   | 18 | 7  | 6 | 5  | 30 | 26 | +4  | 20 |
| 3  | Sandvikens IF   | 18 | 7  | 6 | 5  | 28 | 25 | +3  | 20 |
| 4  | Hammarby IF     | 18 | 6  | 7 | 5  | 35 | 28 | +7  | 19 |
| 5  | Motala AIF (U)  | 18 | 7  | 5 | 6  | 33 | 36 | −3  | 19 |
| 6  | IF Viken        | 18 | 5  | 6 | 7  | 33 | 40 | −7  | 16 |
| 7  | IK City         | 18 | 6  | 3 | 9  | 27 | 34 | −7  | 15 |
| 8  | IK Brage        | 18 | 4  | 6 | 8  | 27 | 31 | −4  | 14 |
| 9  | Sandvikens AIK  | 18 | 6  | 2 | 10 | 34 | 45 | −11 | 14 |
| 10 | Ludvika FFI (U) | 18 | 4  | 3 | 11 | 22 | 39 | −17 | 11 |

AIK gick upp till Allsvenskan och Sandvikens AIK och Ludvika FFI flyttades ner till division III. De ersattes av Åtvidabergs FF från Allsvenskan och från division III kom Västerås SK och BK Derby.

### Sydvästra
| Nr | Lag             | S  | V  | O | F  | GM | IM | MS  | P  |
| -- | --------------- | -- | -- | - | -- | -- | -- | --- | -- |
| 1  | IFK Malmö       | 18 | 13 | 2 | 3  | 43 | 22 | +21 | 28 |
| 2  | Halmstads BK    | 18 | 8  | 5 | 5  | 40 | 28 | +12 | 21 |
| 3  | Norrby IF       | 18 | 9  | 2 | 7  | 34 | 27 | +7  | 20 |
| 4  | Lunds BK        | 18 | 8  | 3 | 7  | 35 | 32 | +3  | 19 |
| 5  | BK Häcken (U)   | 18 | 7  | 4 | 7  | 26 | 27 | −1  | 18 |
| 6  | Kalmar FF (N)   | 18 | 7  | 3 | 8  | 26 | 22 | +4  | 17 |
| 7  | IS Halmia       | 18 | 7  | 3 | 8  | 26 | 31 | −5  | 17 |
| 8  | Höganäs BK      | 18 | 7  | 2 | 9  | 23 | 30 | −7  | 16 |
| 9  | Landskrona BoIS | 18 | 5  | 4 | 9  | 24 | 30 | −6  | 14 |
| 10 | Ronneby BK (U)  | 18 | 4  | 2 | 12 | 24 | 52 | −28 | 10 |

IFK Malmö gick upp till Allsvenskan och Landskrona BoIS och Ronneby BK flyttades ner till division III. De ersattes av Råå IF från Allsvenskan och från division III kom Örgryte IS och IFK Trelleborg.